# Mustis (artiste)
Mustis, de son vrai nom Øyvind Johan Mustaparta (né le 10 septembre 1979 à Bærum, en Norvège) est un musicien.
Il est surtout connu pour avoir été le claviériste et l'un des compositeurs du groupe de black metal symphonique norvégien Dimmu Borgir, de 1998, après le renvoi de Stian Aarstad du groupe, à 2009, où il fut finalement renvoyé lui aussi, en même temps que ICS Vortex.
Avant son intégration à Dimmu Borgir, Mustis a commencé avec le groupe Susperia, groupe de thrash technique anciennement connu sous le nom de Seven Sins, bien qu'il connaissait déjà Shagrath. Il a composé entièrement la chanson Progenies of the Great Apocalypse de l'album Death Cult Armageddon.

## Discographie
- Spiritual Black Dimensions (1999)
- Puritanical Euphoric Misanthropia (2001)
- Alive In Torment (2001)
- World Misanthropy (2002)
- Death Cult Armageddon (2003)
- In Sorte Diaboli (2007)